# Pavlo Altujov
Pavlo Altujov –en ucraniano, Павло Алтухов– (Jmelnytsky, 23 de diciembre de 1995) es un deportista ucraniano que compite en piragüismo en la modalidad de aguas tranquilas. Ganó dos medallas de bronce en el Campeonato Europeo de Piragüismo de 2015.

## Palmarés internacional
| Campeonato Europeo | Campeonato Europeo       | Campeonato Europeo | Campeonato Europeo |
| Año                | Lugar                    | Medalla            | Competición        |
| ------------------ | ------------------------ | ------------------ | ------------------ |
| 2015               | Račice (República Checa) | Medalla de bronce  | C1 1000 m          |
| 2015               | Račice (República Checa) | Medalla de bronce  | C1 500 m           |